# Gulspetsad ekguldmal
Gulspetsad ekguldmal, Phyllonorycter harrisellus är en fjärilsart som först beskrevs av Carl von Linné 1761. Enligt Catalogue of Life är det vetenskapliga namnet istället Phyllonorycter harrisella.   Gulspetsad ekguldmal ingår i släktet Phyllonorycter, och familjen styltmalar, Gracillariidae.Arten är reproducerande i Sverige.
Artens utbredningsområde är främst Europa norr om Medelhavsregionen och bort mot Kaukasien. (Arten är noterad i följande länder: Armenien, Österrike, Belgien, Schweiz, Tjeckien, Tyskland, Danmark, Estland, Finland, Frankrike, Storbritannien, Georgien, Ungern, Irland, Italien, Litauen, Luxemburg, Lettland, Moldavien, Nederländerna, Norge, Polen, Portugal, Rumänien, Ryssland, Sverige, Slovakien, Turkiet och Ukrina.
Inga underarter finns listade i Catalogue of Life.

## Bildgalleri

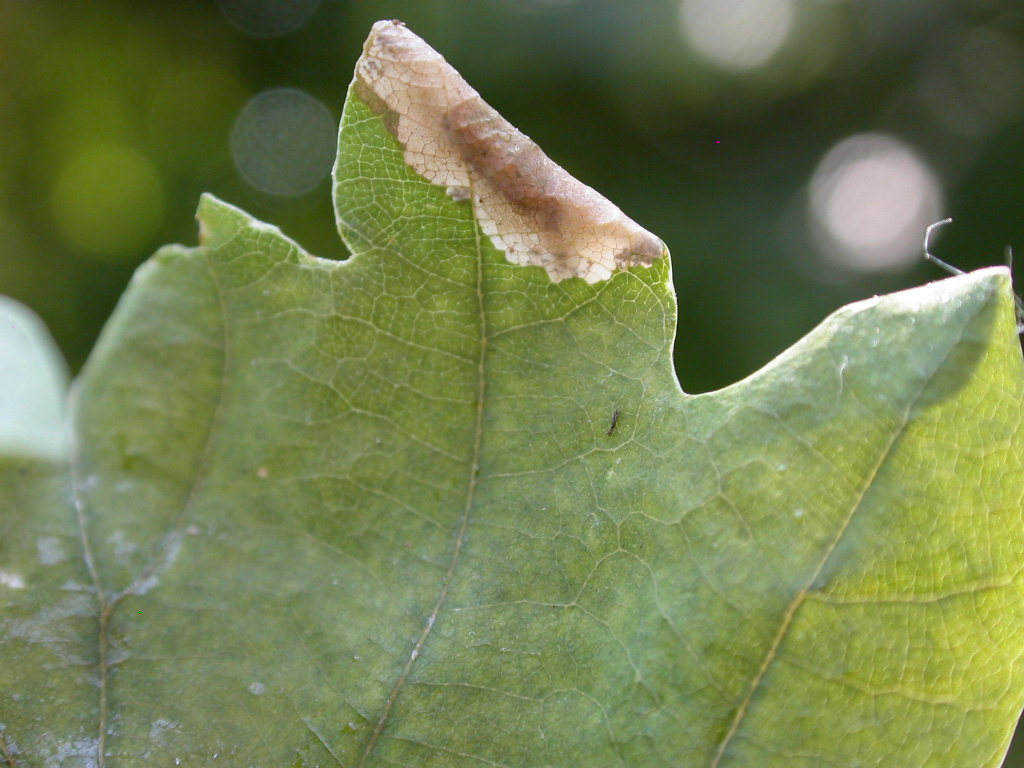
Mina av gulspetsad ekguldmal
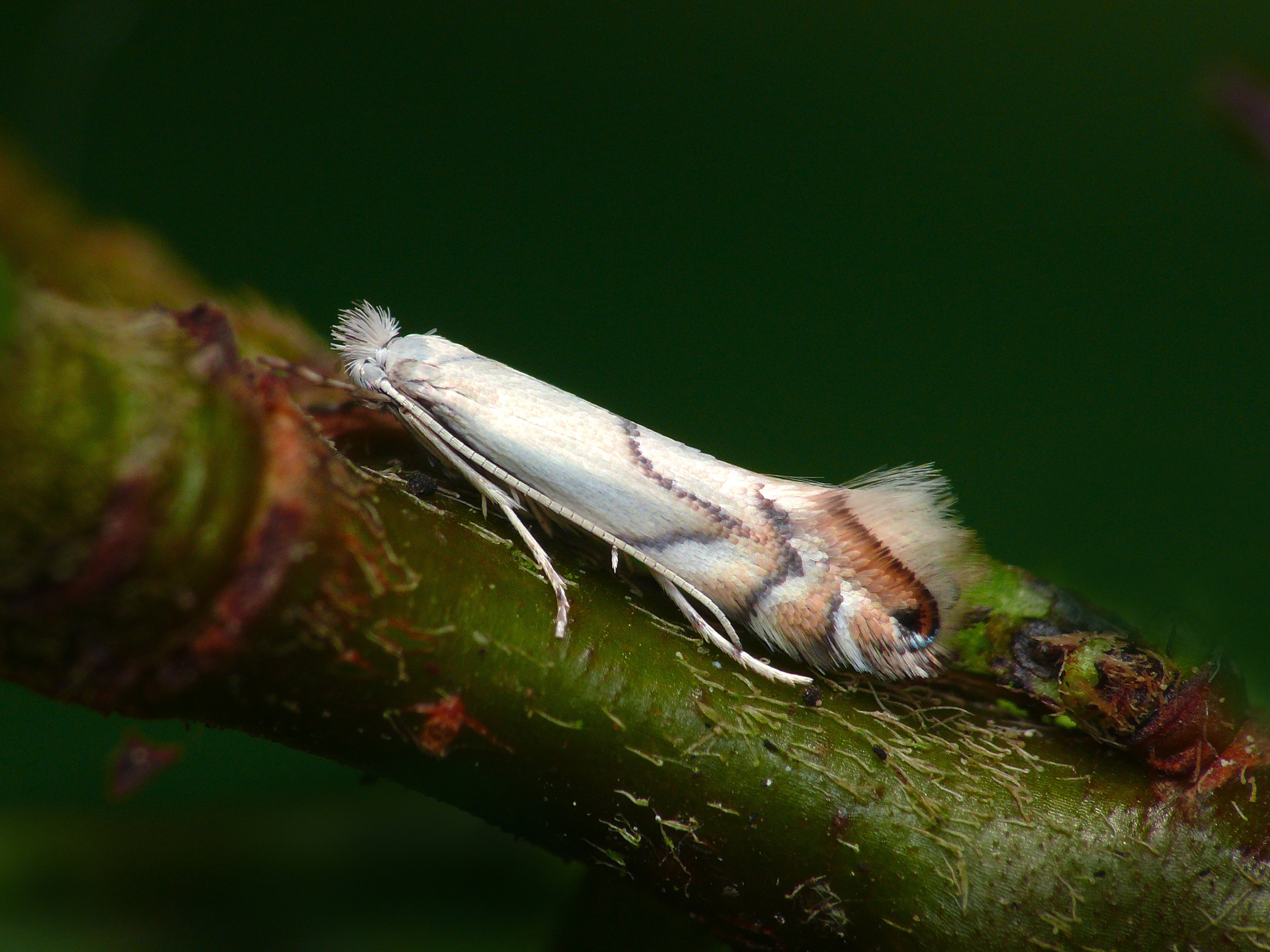
vit imago
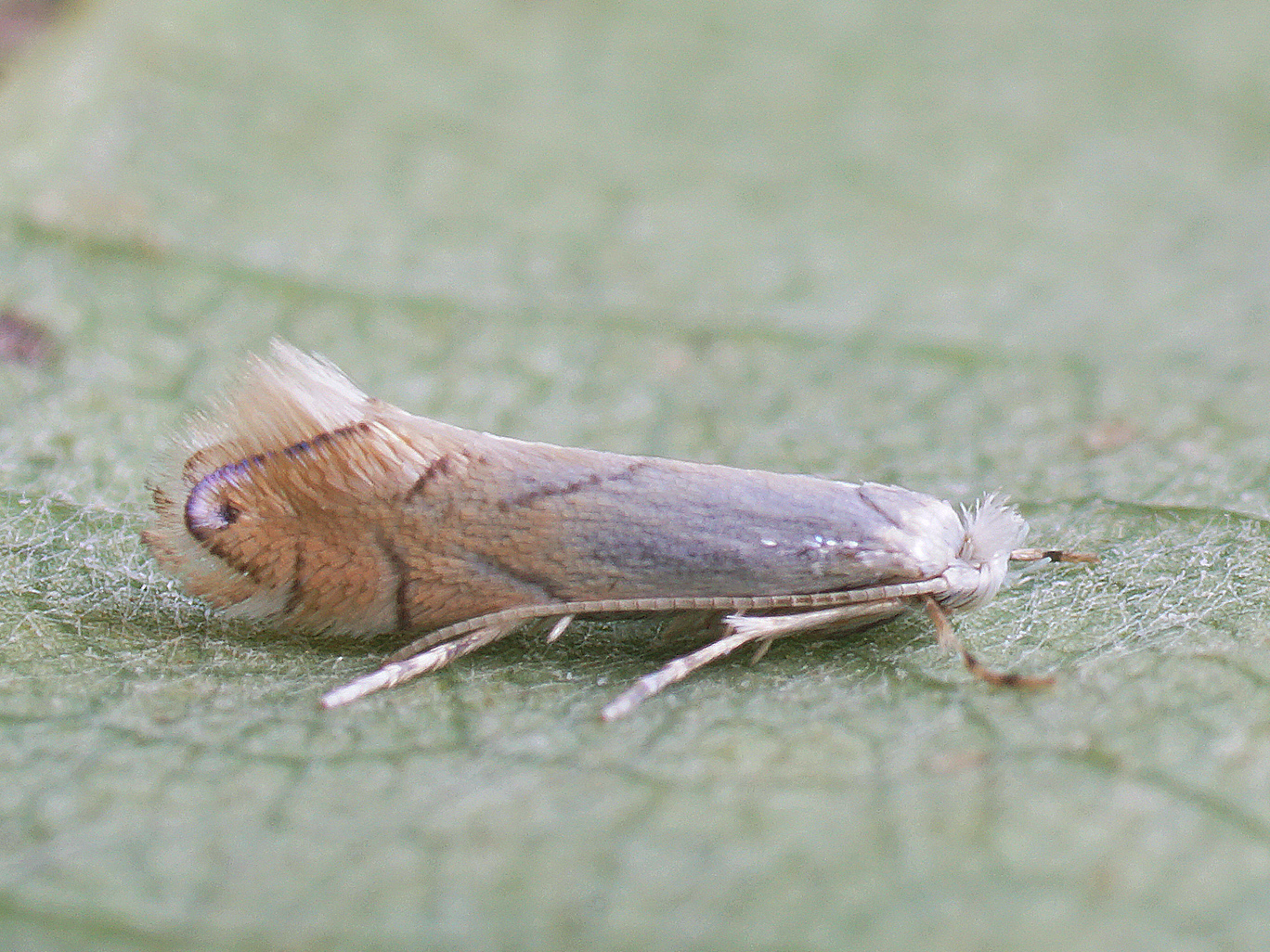
En mer grå imago